# Seaboard
Seaboard és una població dels Estats Units a l'estat de Carolina del Nord. Segons el cens del 2000 tenia 695 habitants.

## Demografia
Segons el cens del 2000, Seaboard tenia 695 habitants, 300 habitatges i 183 famílies. La densitat de població era de 260,5 habitants per km².
Dels 300 habitatges en un 28% hi vivien nens de menys de 18 anys, en un 32,7% hi vivien parelles casades, en un 23,3% dones solteres, i en un 38,7% no eren unitats familiars. En el 36,3% dels habitatges hi vivien persones soles el 23,3% de les quals corresponia a persones de 65 anys o més que vivien soles. El nombre mitjà de persones vivint en cada habitatge era de 2,32 i el nombre mitjà de persones que vivien en cada família era de 3,04.
Per edats la població es repartia de la següent manera: un 28,8% tenia menys de 18 anys, un 7,1% entre 18 i 24, un 20,7% entre 25 i 44, un 24,2% de 45 a 60 i un 19,3% 65 anys o més.
L'edat mediana era de 40 anys. Per cada 100 dones de 18 o més anys hi havia 63,9 homes.
La renda mediana per habitatge era de 20.500 $ i la renda mediana per família de 31.719 $. Els homes tenien una renda mediana de 30.938 $ mentre que les dones 20.104 $. La renda per capita de la població era de 17.973 $. Entorn del 24% de les famílies i el 27,5% de la població estaven per davall del llindar de pobresa.

## Poblacions més properes
El següent diagrama mostra les poblacions més properes.